# Groningen (provins)
Groningen är en provins i nordöstra Nederländerna med 581 853 invånare (2016). Huvudstad i provinsen är staden Groningen.

## Geografi
Provinsen Groningen är kustområdet mellan ån Lauwers i väster och den tyska floddalen av Ems i öster. I norr gränser provinsen mot Vadehavet, i söder mot Drenthes sandplatå. Geologiskt bestod ytan av alluviala avsättningar av lera och av högmossar. På några kilometers djup finns stora fyndigheter av naturgas.

## Historia
I romersk järnålder låg Groningen i det trädlösa landskapet som Plinius d.ä. hade sett, som två gånger dagligen översvämmades av havet, där de eldade med torv och där man bodde på handgjorda höjder. Många av dessa terper (groningska: wierde) finns kvar. Arkeologiska undersökningar visar på kontinuitet i beboelse.
På 700-talet utgjorde Groningen en del av Radbods frisiska rike. I den tid introducerades kristendomen av bland andra Willibrord, Bonifatius (som förstörde inhemska helgedomar och mördades 754) och särskild av Liudger (742-809), "Groningens apostel". Karl den store erövrade området med Widukinds nederlag 783, men den danska kungen Godfred (död 810) betraktade det som sitt. Vikingattacker fortsatte fram till 1042. Landskapslagen (skriven på fornfrisiska) innehåller ett prejudikat om rättigheterna av en man som kom tillbaka efter att ha blivit bortrövad av vikingar och tvungen att delta i deras härjningar.

## Kommuner
Groningen består av 12 kommuner (gemeenten):

- Appingedam
- Delfzijl
- Groningen
- Het Hogeland
- Loppersum
- Midden-Groningen
- Oldambt
- Pekela
- Stadskanaal
- Veendam
- Westerkwartier
- Westerwolde